# 非洲雉鸻属
非洲雉鸻属，也称非洲水雉屬，是鸟纲鴴形目水雉科下的一個属，目前下含两個物种，皆分佈于非洲。

## 命名歷史
本屬為美國鳥類學家哈里·C·奧伯霍爾策於1925年建立，用以取代先後用以命名這些物種，卻接連發現已經被用於其他生物的（被用於爬行動物）、（被用於膜翅目昆蟲）兩個屬名。
該屬名來自的變形，由古希臘語的（意為「海灘」）、（意為「喜愛」）及（意為「鳥」）組成。

## 下属物种
本属包括以下物种：
- 长脚雉鸻 Actophilornis africanus (Gmelin, JF, 1789)
- 马岛雉鸻 Actophilornis albinucha (Geoffroy Saint-Hilaire, I, 1832)

## 外部連結
- 维基共享资源上的相關多媒體資源：非洲雉鸻属
- 維基物種上的相關：非洲雉鸻属